# 恋人達のBlvd.
「恋人達のBlvd.」（こいびとたちのブールバード）は、シブがき隊の楽曲で22枚目のシングル。1986年11月21日発売。

## 概要
サビ部分は元々あった日興證券（現・SMBC日興証券）のCMソングを引用している。
CMではキャッチコピーも歌われ、時期に依ってアレンジが異なった。
カップリング曲「あの頃の俺達」はメンバー全員で作詞、作曲を手掛けた。
アルバム『HOROSCOPE』の先行シングル。
結果的に1986年の1年間で6枚のシングルを発表した。

## 収録曲
1. 恋人達のBlvd.
  - 作詞：尾関裕司・森雪之丞　作曲：尾関裕司　編曲：戸田誠司
2. あの頃の俺達
  - 作詞・作曲：薬丸裕英・本木雅弘・布川敏和　編曲：鷺巣詩郎